# Журавльова Тетяна Миколаївна
 Тетяна Миколаївна Журавльова  (нар. 21 квітня 1916, Петроград — пом. 4 січня 2004, Санкт-Петербург) — радянська і російська актриса театру, кіно та естради, театральний педагог.

## Життєпис
Тетяна Миколаївна Журавльова народилася 21 квітня 1916 року. Батько — інженер, працював на Адміралтейському суднобудівному заводі. Мати — домогосподарка, закінчила Бестужевські курси. Дитинство провела з батьками в Нижньому Новгороді, де навчалася грі на скрипці, віолончелі та фортепіано. Вільно володіла французькою мовою, читала і перекладала з німецькою та англійською мовами. Повернувшись до Ленінграда, закінчила середню школу і ще рік навчалася на Вищих англійських курсах при Герценовському інституті.
У 1933 році вступила до Ленінградського технікуму сценічних мистецтв, нині Російський державний інститут сценічних мистецтв, але, провчившись рік, пішла і вступила знову, щоб потрапити на курс Бориса Сушкевича, керівника Александринського театру. Як і всі студенти, брала участь у виставах театру, в тому числі в «Маскараді» Всеволода Мейєргольда. Закінчивши навчання у 1938 році Тетяна Журавльова вступила до трупи Великого драматичного театру. Виконала роль Соні у виставі «Дачники» за п'єсою Максима Горького.
У 1940 році перейшла до Державного театру імені Ленсовета під керівництвом С. Е. Радлова. Грала Мейбел в «Ідеальному чоловікові» Оскара Уайльда, невеликі ролі в «Адміралі Нахимові» В. Луговського та «Дамі з камеліями» Александра Дюма (сина). Після евакуації театру в березні 1942 року до П'ятигорська залишилася з родиною в блокадному місті і вступила на роботу до Ленінградської державної філармонії артисткою мовленнєвого жанру. Навесні 1942 року з ансамблем Леоніда Утьосова евакуювалася до Новосибірська, їздила з концертною бригадою містами Сибіру. Тетяна Журавльова виступала в літературно-музичній композиції «Ленінград в боротьбі». У серпні 1944 року повернулася до Ленінграда, продовжила роботу в концертному відділі Філармонії. Написала інсценізацію за романом Олексія Толстого «Ходіння по муках», в якій зіграла Дашу, Юрій Толубеєв — Телегіна, Володимир Еренберг — Рощіна.
З 1951 по 1954 роки Тетяна Журавльова працювала в Ленінградському Державному театрі імені Ленінського комсомолу, потім протягом року в Київському російському драматичному театрі імені Лесі Українки. З 1956 по 1960 роки вона актриса Ленінградського Академічного театру драми імені О. С. Пушкіна. В 1961—1963 роках викладала режисуру та акторську майстерність на кафедрі театрального мистецтва Вищої профспілкової школи в Ленінграді.
З 1963 по 1974 роки працювала актрисою мовленнєвого жанру Ленконцерту. У 1975 році гастролювала у складі концертної бригади містами СРСР (Красноярськ, Братськ, Чита, Благовєщенськ, Хабаровськ, Комсомольськ-на-Амурі, Южно-Сахалінськ, Владивосток, Петропавловськ-Камчатський та ін.).
Повернувшись з гастролей в 1976 році, починає працювати в Театрі на Таганці на добровільній основі без оплати — спочатку помічником режисера Юрія Любимова, потім Тетяна Журавльова бере участь у виставах («Турандот, або Конгрес обелителей» поБертольту Брехту, «Будинок на набережній» за Юрієм Трифоновим, «Борис Годунов» за Олександром Пушкіним).
З 1987 року працювала помічником режисера в Театрі-студії під керівництвом Володимира Малищицького. З 1990 по 1999 роки Тетяна Журавльова працювала актрисою ленінградського театру «Юпітер» під керівництвом В. Малищицького.
У кіно Тетяна Журавльова дебютувала 1986 року в ролі Премирової-старшої у фільмі «Життя Клима Самгіна».
Померла Тетяна Журавльова4 січня 2004 року в Санкт-Петербурзі. Через півроку вийшла з друку книга її спогадів «Від двадцятих до двохтисячних».

## Нагороди
• Медаль "За доблесну працю у Великій Вітчизняній війні 1941—1945 рр .. "
• Медаль «За оборону Ленінграда»
• Медаль «В пам'ять 300-річчя Санкт-Петербурга»

## Фільмографія
1. 1986-1988: «Життя Клима Самгіна» — Премірова-старша
2. 1986: «Таємничий в'язень» — епізод
3. 1987: «Одного разу збрехавши…» — Надія Миколаївна Куделькіна, художниця
4. 1988: «Будні і свята Серафими Глюкиної» — тітка Зоя, вахтерка
5. 1988: «Есперанса» — Наталія Сєдова, дружина Троцького
6. 1991: «Будинок на піску» — епізод
7. 1992: «Чекіст» — епізод
8. 1993: «Російська наречена» — Клавдія Миронівна, бабуся Юлії
9. 1995: «Час смутку ще не настав» — бабка Шепотуха
10. 1997: «Історія про Річарда, Мілорда та прекрасну Жар-птицю» — грабіжниця з наганом
11. 1998: «Прощай, Павло» — епізод
12. 1998: «Я перший тебе побачив» — шкільна нянечка
13. 2001: «Сидіти в шафі» — бабуся
14. 2002: «Агентство „Золота куля“. Справа про зниклих бабів» — прабабуся Каті
15. 2001: «Убивча сила-2. Фільм № 5. Практична магія» — баба Нюра
16. 2002: «Час кохати» — епізод
17. 2002: «Не робіть бісквіти в поганому настрої» — епізод
18. 2002: «Юрики» — епізод
19. 2003: «Ідіот» — мати Рогожина
20. 2003: «Самородок» — старенька
21. 2003: «Вулиці розбитих ліхтарів-5» — епізод
22. 2004: «Бункер» — Alte Frau (стара жінка)
23. 2004: «Вулиці розбитих ліхтарів-6. Серпневий щипач» — Щипач, трамвайна злодійка